# Gouvernement Petkov
République de Bulgarie
Yanev II Donev I
Le gouvernement Petkov (en bulgare : Правителството на Кирил Петков) est le 99e gouvernement de la république de Bulgarie entre le 13 décembre 2021 et le 2 août 2022, sous la 47e législature de l'Assemblée nationale.
Il est dirigé par le centriste Kiril Petkov, après la victoire de PP à la majorité relative lors des élections législatives de novembre 2021, et repose sur une coalition de quatre partis. Il succède au deuxième gouvernement du technocrate Stefan Yanev. La coalition se rompt en juin 2022, conduisant à l'adoption d'une motion de censure.

## Historique du mandat
Ce gouvernement est dirigé par le nouveau Premier ministre centriste Kiril Petkov, anciennement ministre de l'Économie du gouvernement Yanev I. Il est constitué et soutenu par une coalition entre Nous continuons le changement (PP), BSP pour la Bulgarie (BSPzB), Il y a un tel peuple (ITN) et Bulgarie démocratique (DB). Ensemble, ils disposent de 134 députés sur 240, soit 55,8 % des sièges.
Il est formé à la suite des élections législatives anticipées du 14 novembre 2021.
Il succède au second gouvernement de technocrates de Stefan Yanev, investi après l'échec des forces politiques à constituer un gouvernement de plein exercice à la suite des élections du 11 juillet 2021.

### Formation
Au cours du scrutin, la formation centriste et anti-corruption Nous continuons le changement devance de manière inattendue le parti de centre droit Citoyens pour le développement européen de la Bulgarie (GERB) de l'ancien chef de l'exécutif Boïko Borissov. Afin de disposer d'une majorité pour gouverner, il est obligé de s'associer avec trois autres formations politiques, BSP pour la Bulgarie, Il y a un tel peuple et Bulgarie démocratique, dont les programmes ne sont pas forcément compatibles en matière économique, sociale, ou diplomatique. Une semaine plus tard, le président de la République sortant Roumen Radev est réélu au second tour de l'élection présidentielle avec environ les deux tiers des voix ; tirant sa popularité de sa dénonciation de la corruption, sa victoire conforte celle de PP aux élections législatives.
Le 23 novembre, les premiers échanges entre les quatre formations politiques commencent, prenant le format de discussions thématiques menées par des experts de chaque parti,. Elles s'achèvent cinq jours plus tard, après dix-huit réunions distinctes. Lors de la séance constitutive de la 47e législature le 3 décembre, le député de Nous continuons le changement Nikola Minchev est élu président de l'Assemblée nationale par 158 voix pour et 72 contre.
Au lendemain de cette séance parlementaire, le cofondateur de PP Assen Vassilev indique que l'objectif de sa formation est de disposer d'un gouvernement opérationnel la semaine suivante. Il fait savoir le 9 décembre que le contrat de coalition pourrait être prêt dès le 10 décembre. Effectivement, un accord de 140 pages qui centre le travail de l'exécutif sur la lutte contre la corruption, la réforme de la justice et la modernisation du système de santé est paraphé le lendemain par les quatre partis, permettant l'investiture du nouveau cabinet dès le 13 décembre,. 
Préalablement, Kiril Petkov reçoit formellement le 11 décembre le mandat de former le nouveau gouvernement bulgare, remis par le président Radev, à qui il retourne aussitôt la structure ministérielle et la liste des ministres de l'équipe qu'il entend constituer. Il présente quelques heures plus tard à la presse la composition de son équipe gouvernementale, lors d'un événement organisé au siège de l'Assemblée nationale, et insiste sur le fait que son mandat de quatre ans sera placé sous le slogan « Tolérance zéro pour la corruption ». Le 13 décembre, le gouvernement reçoit la confiance de l'Assemblée par 134 voix pour et 104 contre.

### Évolution
À la suite de l'invasion de l'Ukraine par la Russie, qu'il minimise et qualifie d'« opération militaire » plutôt que de « guerre », l'ancien Premier ministre et ministre de la Défense Stefan Yanev est limogé le 28 février 2022. Le représentant de la Bulgarie à l'OTAN, Dragomir Zakov, lui succède  le 1er mars après son approbation par le Parlement.

### Succession
ITN annonce le 8 juin suivant qu'il se retire de la coalition gouvernementale. À la suite d'une rencontre portant sur les questions budgétaires, Slavi Trifonov met en cause le Premier ministre sur deux points : la répartition des fonds du budget de l'État et l'engagement de Kiril Petkov à lever le veto bulgare à l'accession de la Macédoine du Nord à l'Union européenne. De son côté, le chef de l'exécutif assure être prêt à gouverner en minorité et accuse ITN d'avoir cherché à obtenir deux millions € de plus pour le ministère du Développement régional et qui risquaient d'être versés à des entreprises suspectées de corruption.
Sur proposition des Citoyens pour le développement européen de la Bulgarie (GERB), une motion de censure est mise aux voix le 22 juin, puis adoptée par 123 voix pour et 116 contre grâce au soutien d'ITN. Ainsi renversé, Kiril Petkov peut de nouveau proposer une équipe gouvernementale ; en cas d'échec, deux autres mandataires peuvent être désignés, après quoi le président de la République sera contraint de dissoudre l'Assemblée nationale. Le 27 juin, Petkov remet sa démission. Le 1er juillet, le président Roumen Radev charge Asen Vasilev (en) de former un gouvernement. Préconisant un scrutin anticipé, celui-ci indique qu'il ne présentera pas de proposition de gouvernement, faute de recueillir une majorité parlementaire. Il rend effectivement son mandat le 8 juillet, alors que le GERB annonce qu'il fera de même dès que mandat sera proposé au parti. Le troisième et dernier mandat est confié le 18 juillet au BSP, qui prend acte neuf jours plus tard de l'impossibilité de former un nouveau gouvernement, Skavi Trifonov ayant demandé aux députés d'ITN de ne pas participer aux négociations. Le refus de Trifonov — qui s'était auparavant dit favorable à une reconduction de la coalition — intervient après la fuite d'un enregistrement d'une réunion interne de cadres du BSP au cours de laquelle ITN est traité de « mafia », provoquant l'indignation de son dirigeant,,. Devant ces trois échecs successifs, le président Radev nomme le 2 août un gouvernement apolitique mené par l'ancien ministre du Travail Galab Donev, chargé d'assurer l'intérim jusqu'aux élections anticipées, convoquées pour le 2  octobre 2022,,.

## Composition
| Poste                                                                           | Titulaire | Titulaire                                         | Parti    |
| ------------------------------------------------------------------------------- | --------- | ------------------------------------------------- | -------- |
| Premier ministre                                                                |           | Kiril Petkov                                      | PP       |
| Vice-Premier ministre Ministre des Finances                                     |           | Assen Vassilev                                    | PP       |
| Vice-Premier ministre Délégué à la Gouvernance efficiente                       |           | Kalina Konstantinova                              | PP       |
| Vice-Premier ministre Ministre de l'Économie et de l'Industrie                  |           | Korneliya Ninova                                  | BSP      |
| Vice-Premier ministre Ministre du Développement régional et des Travaux publics |           | Grozdan Karadzhov                                 | ITN      |
| Vice-Premier ministre Ministre de l'Environnement et des Eaux                   |           | Borislav Sandov                                   | ZD       |
| Ministre de l'Intérieur                                                         |           | Boïko Rachkov                                     | Sans     |
| Ministre des Affaires étrangères                                                |           | Teodora Genchovska                                | ITN      |
| Ministre du Travail et de la Politique sociale                                  |           | Georgi Gokov                                      | BSP      |
| Ministre de la Défense                                                          |           | Stefan Yanev (jusqu'au 01/03/2022) Dragomir Zakov | Sans     |
| Ministre de la Justice                                                          |           | Nadezhda Yordanova                                | DB       |
| Ministre de l'Éducation et de la Science                                        |           | Nikolaï Denkov                                    | Sans     |
| Ministre de la Santé                                                            |           | Asena Serbezova                                   | PP       |
| Ministre de la Culture                                                          |           | Atanas Atanassov                                  | PP       |
| Ministre de l'Agriculture                                                       |           | Ivan Ivanov                                       | BSP      |
| Ministre des Transports et des Communications                                   |           | Nikolai Sabev                                     | PP       |
| Ministre de la Croissance et de l'Innovation                                    |           | Daniel Lorer                                      | PP       |
| Ministre de l'Administration numérique                                          |           | Bozhidar Bojanov                                  | DB       |
| Ministre de l'Énergie                                                           |           | Alexander Nikolov                                 | ITN      |
| Ministre du Tourisme                                                            |           | Hristo Prodanov                                   | BSP      |
| Ministre des Sports                                                             |           | Radostin Vassilev                                 | ITN/Sans |